# Тюсин, Николай Максимович
Николай Максимович Тюсин (27 ноября 1922, Шереметьевка, Саратовская губерния — 30 сентября 1979, Белгород) — участник Великой Отечественной войны, Герой Советского Союза, капитан. После войны работал столяром-мебельщиком.

## Биография
Николай Максимович Тюсин родился 27 ноября или 12 декабря 1922 года в крестьянской семье в селе Шереметьевка Шереметьевского сельсовета Лысогорской волости Аткарского уезда Саратовской губернии, ныне село  входит в Новокрасавское муниципальное образование Лысогорского района Саратовской области. Русский.
Рано остался без родителей. Воспитывался в детском доме. Окончил школу-семилетку и ремесленное училище по специальности столяра.
В июле 1941 года добровольцем ушёл на фронт, призван Ленинским РВК города Москвы. С 6 июля 1941 года участвовал в боях на Западном фронте. 11 марта 1942 года был ранен в бою за город Юхнов. Награждён медалью «За боевые заслуги». После госпиталя в 1943 году окончил курсы младших лейтенантов, командовал стрелковым взводом на 3-м Украинском фронте. 17 февраля 1944 года в бою за город Каховка был вторично ранен. 8 марта 1944 года в бою за город Николаев был тяжело ранен.
В 1944 году вступил в ВКП(б), в 1952 году партия переименована в КПСС.
После излечения в госпитале командовал стрелковой ротой в 1006-м стрелковом полку 266-й стрелковой дивизии. Участвовал в боях за освобождение Украины, Молдавии и Польши. Награждён орденом Красной Звезды. Особо отличился при штурме Берлина.
22—23 апреля 1945 года в боях на ближних подступах к Берлину старший лейтенант Тюсин отразил контратаку противника, в числе первых ворвался в город и пробился к Силезскому вокзалу. В наградном листе отмечалось: «22 апреля в бою на ближних подступах к Берлину противник силой до батальона пехоты с самоходными орудиями накопился под прикрытием домов для удара во фланг наступавшему на Берлин полку. Капитан Тюсин, обнаруживший намерения противника, проявил инициативу и со своей ротой по лощине и ручью зашел в тыл притаившемуся в засаде противнику, внезапным ударом в штыки уничтожил до 50 фашистов, 70 человек взял в плен и захватил одно самоходное орудие. 23 апреля, будучи раненным осколками вражеской мины в обе ноги, Тюсин остался в строю и продолжал командовать ротой. Истекая кровью, поддерживаемый двумя бойцами, он шел впереди роты, воодушевляя солдат личным примером мужества и отваги. В результате ожесточенной схватки с противником рота капитана Тюсина первой ворвалась в Берлин и, очищая квартал за кварталом, овладела опорным пунктом на подступах к Силезскому вокзалу, захватила вокзал. Только отсюда окончательно потерявший сознание от потери крови Тюсин был отправлен в тыл».
Указом Президиума Верховного Совета СССР от 31 мая 1945 года капитану Тюсину Николаю Максимовичу было присвоено звание Героя Советского Союза с вручением ордена Ленина и медали «Золотая Звезда».
Около года продолжалось лечение тяжёлых ран. Демобилизовался капитан Тюсин в 1946 году инвалидом войны. Приехал на родину жены в город Шадринск Курганской области, работал столяром-мебельщиком, мастером и старшим мастером на мебельной фабрике. Принимал активное участие в работе Шадринской городской партийной организации.
В 1966 году Николай Максимович по семейным обстоятельствам выехал на новое местожительство в город Уссурийск Приморского края. Последние годы жил в городе Белгород, работал на заводе «Ритм».
Николай Максимович Тюсин умер 30 сентября 1979 года. Похоронен на кладбище Ячнево города Белгорода Белгородской области.

## Награды
- Герой Советского Союза, 31 мая 1945 года[4][5][6]:
  - Орден Ленина,
  - Медаль «Золотая Звезда» № 6994;
- Орден Ленина;
- Орден Красного Знамени, 31 января 1945 года[7];
- Орден Отечественной войны II степени, 3 августа 1944 года[8];
- Орден Красной Звезды, 26 июля 1944 года[9];
- Медаль «За боевые заслуги»;
- Юбилейная медаль «В ознаменование 100-летия со дня рождения Владимира Ильича Ленина»;
- Медаль «За победу над Германией в Великой Отечественной войне 1941—1945 гг.»;
- Юбилейная медаль «Двадцать лет Победы в Великой Отечественной войне 1941—1945 гг.»;
- Юбилейная медаль «Тридцать лет Победы в Великой Отечественной войне 1941—1945 гг.»;
- Медаль «За взятие Будапешта»
- Медаль «За взятие Берлина».

## Память
- Постановлением администрации Лысогорского муниципального района от 3 марта 2015 года № 176 муниципальному бюджетному общеобразовательным учреждению «Средняя общеобразовательная школа с. Шереметьевка Лысогорского района Саратовской области» присвоено имя Героя Советского Союза Н.М. Тюсина[10].
- Бюст, установлен на Аллее Героев в парке Победы в городе Белгороде.
- Бюст, установлен в пгт Лысые Горы, Саратовская область
- Мемориальная доска на доме, в котором проживал Герой: город Белгород, улица Победы, 58.

## Семья
- Жена Нина Николаевна (26 января 1926, с. Осиновское (ныне Каргапольский муниципальный округ, Курганская область) —  16 апреля 2017, г. Белгород). Работала в эвакогоспитале 1727, г. Познань, где проходил лечение Тюсин. Они поженились в январе 1946 года. Окончила с отличием автомеханический техникум и до 70 лет работала главным бухгалтером на предприятиях легкой промышленности в Шадринске, Уссурийске, Владивостоке и Белгороде[11]. 
  - Дочь Перевалова Лариса Николаевна
  - Сын Тюсин Юрий Николаевич
  - Внук Перевалов Евгений Николаевич
  - Внук Перевалов Алексей Николаевич
  - Правнук Перевалов Денис Евгеньевич
  - Правнук Перевалов Дмитрий Алексеевич
  - Правнучка Перевалова Евангелина Евгеньевна